# Weigert (Gemeinde Altenfelden)
Weigert ist eine Streusiedlung (Zerstreute Häuser) der Gemeinde Altenfelden in Oberösterreich (Bezirk Rohrbach). Die Ortschaft hat 28 Einwohner (Stand 1. Jänner 2024).

## Geographie
Weigert liegt im Südwesten der Gemeinde Altenfelden und im Südwesten der gleichnamigen Katastralgemeinde. Die Gebäude der Ortschaft liegen weit verstreut zwischen Starz im Südwesten, Hörhag im Südosten und Nordosten, Mairhof im Norden und Graben (Gemeinde Lembach im Mühlkreis) im Westen. Im Nordwesten der Ortschaft liegen vier Gebäude mit den Bauernhöfen Ebmer (Weigert Nr. 6) und Leithenbauer (Weigert Nr. 4). Im Südosten befinden sich ebenfalls vier Gebäude, wobei diese Gebäude zwischen Häusern der Ortschaft Hörhag im Norden und Süden liegen. Zudem gehört die Arafmühle an der Kleinen Mühl zu Weigert. Für Weigert wurden 2001 insgesamt neun Gebäude gezählt, wobei sieben Gebäude über einen Hauptwohnsitz verfügten und 13 Wohnungen bzw. 12 Haushalte bestanden. Zudem gab es sechs land- und forstwirtschaftliche Betriebsstätte sowie eine Arbeitsstätte.

## Geschichte
Der Ortsname Weigert ist seit dem Jahr 1260 überliefert und leitet sich vom Personennamen Willehart ab. Weigert war lange Zeit nur eine Gebietsbezeichnung und wurde zu Hörhag gerechnet (Herrschaft Pürnstein-Kirchberg). Seit 1826 gilt Weigert als Dorf. Die Ortschaft bestand zu dieser Zeit aus lediglich sechs Gebäuden, zwei im Südosten (Weigert 1 und 2), den Bauernhöfen Leithenbauer und Ebmer  (Weigert 4 und 5 bzw. 6) und der Arafmühle (Weigert 3). In der Ortschaft lebten 1869 40 Menschen in sechs Häusern. Bis zum Jahr 1910 sank sich die Einwohnerzahl auf 68 Einwohner in sieben Häusern.

## Arafmühle
Die Arafmühle (auch Arraufmühle, Abraiffmühle) liegt im Westen von Weigert an der Kleinen Mühl. Der Name der Mühle leitet sich von ihrer Lage ab, da der steile Weg zur Mühl einst hinauf und hinunter führte (mundartlich ahi – aufi). Die Mühle wurde 1369 von den Herren der Burg Tannberg gekauft und war bis 1958 als Lohn- und Handelsmühle in Betrieb. In der Zwischenkriegszeit wurde hier sogar Getreide aus Ungarn, das mit dem Schiff nach Obermühl und danach auf Pferdefuhrwerken nach Weigert transportiert wurde, vermahlen. Zuletzt wurde die Mühle jedoch nur noch für den Eigenbedarf betrieben. Die Mühle hinter dem heute noch bestehenden Wohnhaus bestand aus zwei Steinmühlen, zwei Walzstühlen und drei Wasserrädern. Auf Grund der staatlichen Brotgetreidestützung wurde der Betrieb 1958 eingestellt und die Mühle 1972 abgerissen. Zur Mühle gehörte bis 1971 auch eine Gastwirtschaft sowie eine Landwirtschaft. Die zur Mühle gehörende Venezianersäge mit eigenem Wasserrad wurde 1959 durch eine Francis-Schachtturbine ersetzt, nach dem Abriss der Mühle wurde die Säge zum Vollgatter umgerüstet. Die Säge wurde bis Mitte der 1960er Jahr vor allem für den Schnittholzexport betrieben, danach folgten Investitionen in ein Hobelwerk und in die Holztrocknung. Es folgten mehrfache Um- und Ausbauten der Säge.